# 東陽倉庫
東陽倉庫株式会社（とうようそうこ、英: TOYO LOGISTICS CO.,LTD.）は、愛知県、関東地方を中心に倉庫業、港湾運送業、通関業などを行う企業。本社は愛知県名古屋市中村区。

## 沿革
- 1893年（明治26年） - 前身である名古屋倉庫株式会社設立[1]。
- 1906年（明治39年） - 前身である東海倉庫株式会社設立[1]。
- 1926年（大正15年）3月13日 - 名古屋倉庫株式会社と東海倉庫株式会社が合併し設立[1][3]。
- 1949年（昭和24年）5月 - 名古屋証券取引所に株式を上場（1961年10月、制度改正（第2部発足）により第1部へ）[1][3]。
- 1999年（平成11年）5月[要出典] - 新名古屋ミュージカル劇場（劇団四季専用劇場）完成[1]。
- 2000年（平成12年）2月 - 東京証券取引所市場第1部に上場[1][3]。
- 2005年（平成17年）4月 - プライバシーマークを取得[1][3]。
- 2006年（平成18年）10月 - トランクルーム部に書類保管センターを開設[1][3]。
- 2008年（平成20年）7月 - 名古屋北営業所大口倉庫を新設[1][5]。
- 2015年（平成27年） 3月 - 再開発事業により住宅・商業・業務複合施設「テラッセ納屋橋」を着工[要出典]。

## 関連会社
- 連結子会社
  - 東陽物流株式会社[3][6]
- 持分法適用関連会社
  - 株式会社優和シッピング[3]
  - 東海団地倉庫株式会社[3]